# Élections législatives iraniennes de 1961
Des élections parlementaires se déroulent en Iran en 1961, après l'annulation des élections de l'année précédente par le Shah et le Premier ministre. Le résultat est une victoire pour le Parti des Nationalistes, qui remporte 75 de 200 sièges. Ces élections permettent à Jafar Sharif-Emami d'être reconduit comme Premier ministre. Il pousse à la tenues de ces élections pour asseoir sa légitimité, ayant été nommé par le chah à la suite de la démission de Manouchehr Eghbal, le 31 août 1960.
Les candidats du Front national sont pour la plupart empêchées de faire campagne, comme Boroumand à Ispahan. Parmi l'opposition, seul Allahyar Saleh fut en mesure de gagner un siège dans sa région natale, Kashan.

## Résultats
| Parti                   | Votes | % | Sièges | +/– |
| ----------------------- | ----- | - | ------ | --- |
| Parti des Nationalistes |       |   | 75     | +4  |
| Parti du peuple         |       |   | 65     | +29 |
| Sans étiquette          |       |   | 32     | +12 |
| Autres partis           |       |   | 28     | +19 |
| Non valide/votes blancs |       | – | –      | –   |
| Total                   |       |   | 200    | +64 |
| Source: Nohlen et coll. |       |   |        |     |